# 스타디오눌 욘 오블레멘코 (1967년)
스타디오눌 욘 오블레멘코(루마니아어: Stadionul Ion Oblemenco)는 루마니아 크라이오바에 위치한 다목적 경기장이었다. 주로 축구 경기에 사용되었으며 철거 전까지 25,252명의 인원을 수용할 수 있었다. 경기장은 완전히 철거되었으며 2017년 11월부터 새 경기장으로 대체되었다.

## 역사
1967년 10월 29일에 개장되었고 개장 경기는 루마니아와 폴란드의 친선 경기였다. 원래 경기장 이름은 중앙 경기장(Stadionul Central)이었다. 이 경기장은 크라이오바 막시마 시절의 기념비적인 경기들을 개최했었는데 1991-82 시즌의 유러피언컵 8강전 바이에른 뮌헨과의 경기 그리고 UEFA컵 준결승전 SL 벤피카와의 경기가 바로 이들이다.
우니베르시타테아 크라이오바 출신의 전설적인 축구 선수인 욘 오블레멘코가 1996년에 사망하면서 경기장은 그의 이름을 기념하기 위해 다시 이름지어졌다. 2008년에 경기장 보수가 있었다.